# Neurophyseta normalis
Neurophyseta normalis là một loài bướm đêm trong họ Crambidae.